# Wainuia
Wainuia ist der Name einer Gattung räuberisch lebender Schnecken aus der Familie Rhytididae in der Unterordnung der Landlungenschnecken (Stylommatophora), deren vier Arten in Neuseeland auf beiden Hauptinseln verbreitet sind. Während sich ein Teil der Arten überwiegend von Regenwürmern ernährt, frisst Wainuia urnula in erster Linie sehr mobile landlebende Flohkrebse.

## Merkmale
Die Schnecken der Gattung Wainuia zeichnen sich durch sehr dünnes, gehämmertes, dunkles bis ganz schwarzes Gehäuse aus, dessen größter Teil vollständig aus Conchin besteht – also nur Periostracum ist – und bei dem nur die beiden obersten, kleinsten Windungen eine dünne Kalkschicht besitzen. Die Schalen erreichen bei erwachsenen Schnecken Durchmesser von 21 bis 38 mm.
Die Radula hat bei diesen Arten – ähnlich wie bei Rhytida – in jeder Zahnreihe nur wenige Zähne. Der äußerste randständige Lateralzahn ist nur halb so groß wie der nächste, welcher der größte ist, während die darauf folgenden zur Mitte hin kleiner werden. Anders als bei Rhytida sind sämtliche Radulazähne lang, schlank und von einander ähnlicher Gestalt.

## Verbreitung und Vorkommen
Die Arten von Wainuia finden sich sowohl auf der Nordinsel als auch auf der Südinsel Neuseelands auf Meereshöhen von mindestens 300 m. Das Vorkommen ein und derselben Art Wainuia urnula auf beiden Inseln spricht laut Arthur William Baden Powell sehr dafür, dass die beiden Hauptinseln erst vor recht kurzer Zeit voneinander getrennt wurden.
Die Schnecken leben in feuchten Mikrohabitaten unter loser, feuchter Laubstreu in Wäldern verschiedener Typen, unter rottenden Farnwedeln oder Grasbüscheln, in Felshalden wie auch in subalpinem Grasland (Tussock).

## Lebenszyklus
Wie andere Lungenschnecken sind auch die Wainuia-Schnecken Zwitter, die während der Paarung ihr Sperma austauschen. Bald darauf legen beide Partner in Laubstreu eher große, ovale Eier mit kalkiger Schale.

## Ernährung
Die Schnecken der Gattung Wainuia sind zwar alle reine Fleischfresser, unterscheiden sich aber in ihrem Beutespektrum. Während Wainuia edwardi und Wainuia clarki weit überwiegend Regenwürmer fressen, sind die bevorzugten Beutetiere von Wainuia urnula landlebende Flohkrebse (Amphipoda), die mithilfe der vorgestreckten Odontophore mit den Radulazähnen ergriffen, in den Mund der Schnecke befördert und dort zerkleinert werden. Alle Arten der Gattung nachtaktiv.

## Arten
Zur Gattung Wainuia gehören folgende Arten:
- Wainuia clarki (Powell, 1936), Nordinsel
- Wainuia edwardi (Suter, 1899), Südinsel
- Wainuia fallai (Powell, 1946), Südinsel
- Wainuia urnula (Pfeiffer, 1855), Nordinsel, Südinsel und Rangitoto ki te Tonga/D’Urville Island